# 卡斯特羅毛鼻鯰
卡斯特羅毛鼻鯰（学名：Trichomycterus castroi），為輻鰭魚綱鯰形目毛鼻鯰科的其中一種。分布於南美洲巴西Iguaçu河流域，體長可達14.8公分。

## 扩展阅读
維基物種上的相關：卡斯特羅毛鼻鯰